# زبان‌گاوی بنگال
زبان‌گاوی بنگال (نام علمی: Cynoglossus cynoglossus) نام یک گونه از سرده کفشک زبان‌گاوی است.